# Gusternhain
Gusternhain ist ein Ortsteil der Gemeinde Breitscheid im mittelhessischen Lahn-Dill-Kreis im hohen Westerwaldes.

## Geographie
Gusternhain, am Fuße des Barstein (614 m über NN) in einer Höhe von ca. 530 m gelegen, hat eine Gemarkungsgröße von 500 ha. Der Ortsteil ist im Westen und Norden von Wald umgeben. Nach Osten blickt man über das Dilltal bis nach Hohensolms und dem dahinter liegenden und 25 km entfernten Dünsberg.

## Geschichte

### Ortsgeschichte
Soweit bekannt erstmals urkundlich im Jahre 1330 erwähnt, war der Ort lange Zeit eher landwirtschaftlich geprägt, aber auch Bergbau und das fast vergessene Häfnerhandwerk gehörten dazu. Wie die anderen Ortsteile fand auch in Gusternhain die Wandlung zu einer Arbeitnehmerwohnsitzgemeinde statt. Ein Teil der Bewohner findet noch immer Arbeit in den mittelständischen Betrieben und Unternehmen.
Am 11. März 1945 starben bei einem folgenschweren Bombenangriff, der eigentlich dem Flugplatz Breitscheid galt, 22 Menschen, und viele Häuser wurden zerstört oder beschädigt.
Gusternhain hat in den letzten Jahren eine bemerkenswerte Entwicklung erfahren. Bauwillige, darunter viele russische Aussiedlerfamilien deutscher Abstammung, fanden hier ihre neue Heimat, bauten Häuser und Wohnungen und ließen die Einwohnerzahlen von 514 im Jahr 1987 auf jetzt ca. 850 steigen.
Hessische Gebietsreform (1970–1977)
Im Zuge der Gebietsreform in Hessen wurde zum 1. Januar 1977 die bis dahin selbständige Gemeinde Gusternhain durch das Gesetz zur Neugliederung des Dillkreises, der Landkreise Gießen und Wetzlar und der Stadt Gießen der Gemeinde Breitscheid angegliedert. Für Gusternhain wurde ein Ortsbezirk gebildet.

### Verwaltungsgeschichte im Überblick
Die folgende Liste zeigt die Staaten und Verwaltungseinheiten, denen Gusternhain angehört(e):
- vor 1739: Heiliges Römisches Reich, Grafschaft/Fürstentum Nassau-Dillenburg, Amt Driedorf[6]
- ab 1739: Heiliges Römisches Reich, Fürstentum Nassau-Diez, Amt Driedorf
- 1806–1813: Großherzogtum Berg,[Anm. 2] Département Sieg, Arrondissement Dillenburg, Kanton Driedorf
- 1813–1815: Fürstentum Nassau-Oranien, Amt Driedorf
- ab 1816: Herzogtum Nassau,[Anm. 3] Amt Herborn
- ab 1849: Herzogtum Nassau, Kreisamt Herborn[Anm. 4]
- ab 1849: Herzogtum Nassau, Kreisamt Herborn
- ab 1854: Herzogtum Nassau, Amt Herborn
- ab 1867: Königreich Preußen,[Anm. 5] Provinz Hessen-Nassau, Regierungsbezirk Wiesbaden, Dillkreis[Anm. 6]
- ab 1871: Deutsches Reich, Königreich Preußen, Provinz Hessen-Nassau, Regierungsbezirk Wiesbaden, Dillkreis
- ab 1918: Deutsches Reich (Weimarer Republik), Freistaat Preußen, Provinz Hessen-Nassau, Regierungsbezirk Wiesbaden, Dillkreis
- ab 1932: Deutsches Reich, Freistaat Preußen, Provinz Hessen-Nassau, Regierungsbezirk Wiesbaden, Landkreis Dillenburg
- ab 1933: Deutsches Reich, Freistaat Preußen, Provinz Hessen-Nassau, Regierungsbezirk Wiesbaden, Dillkreis
- ab 1944: Deutsches Reich, Freistaat Preußen, Provinz Nassau, Dillkreis
- ab 1945: Amerikanische Besatzungszone,[Anm. 7] Groß-Hessen, Regierungsbezirk Wiesbaden, Dillkreis
- ab 1946: Amerikanische Besatzungszone, Hessen, Regierungsbezirk Wiesbaden, Dillkreis
- ab 1949: Bundesrepublik Deutschland, Hessen, Regierungsbezirk Wiesbaden, Dillkreis
- ab 1968: Bundesrepublik Deutschland, Hessen, Regierungsbezirk Darmstadt, Dillkreis
- ab 1977: Bundesrepublik Deutschland, Hessen, Regierungsbezirk Darmstadt, Lahn-Dill-Kreis, Gemeinde Breitscheid[Anm. 8]
- ab 1981: Bundesrepublik Deutschland, Hessen, Regierungsbezirk Gießen, Lahn-Dill-Kreis, Gemeinde Breitscheid

## Bevölkerung
Einwohnerstruktur 2011
Nach den Erhebungen des Zensus 2011 lebten am Stichtag dem 9. Mai 2011 in Gusternhain 792 Einwohner. Darunter waren 21 (2,65 %) Ausländer.
Nach dem Lebensalter waren 213 Einwohner unter 18 Jahren, 333 zwischen 18 und 49, 138 zwischen 50 und 64 und 111 Einwohner waren älter.
Die Einwohner lebten in 252 Haushalten. Davon waren 45 Singlehaushalte, 57 Paare ohne Kinder und 129 Paare mit Kindern, sowie 18 Alleinerziehende und 3 Wohngemeinschaften. In 45 Haushalten lebten ausschließlich Senioren und in 171 Haushaltungen lebten keine Senioren.
Einwohnerentwicklung
| Gusternhain: Einwohnerzahlen von 1834 bis 2019 | Gusternhain: Einwohnerzahlen von 1834 bis 2019 | Gusternhain: Einwohnerzahlen von 1834 bis 2019 | Gusternhain: Einwohnerzahlen von 1834 bis 2019 | Gusternhain: Einwohnerzahlen von 1834 bis 2019 |
| --- | ---------------------------------------------- | ---------------------------------------------- | ---------------------------------------------- | ---------------------------------------------- |
| Jahr |                                                |                                                |                                                | Einwohner                                      |
| 1834 | 1834                                           |                                                | 302                                            | 302                                            |
| 1840 | 1840                                           |                                                | 323                                            | 323                                            |
| 1846 | 1846                                           |                                                | 325                                            | 325                                            |
| 1852 | 1852                                           |                                                | 310                                            | 310                                            |
| 1858 | 1858                                           |                                                | 348                                            | 348                                            |
| 1864 | 1864                                           |                                                | 385                                            | 385                                            |
| 1871 | 1871                                           |                                                | 361                                            | 361                                            |
| 1875 | 1875                                           |                                                | 348                                            | 348                                            |
| 1885 | 1885                                           |                                                | 347                                            | 347                                            |
| 1895 | 1895                                           |                                                | 344                                            | 344                                            |
| 1905 | 1905                                           |                                                | 356                                            | 356                                            |
| 1910 | 1910                                           |                                                | 364                                            | 364                                            |
| 1925 | 1925                                           |                                                | 422                                            | 422                                            |
| 1939 | 1939                                           |                                                | 412                                            | 412                                            |
| 1946 | 1946                                           |                                                | 449                                            | 449                                            |
| 1950 | 1950                                           |                                                | 462                                            | 462                                            |
| 1956 | 1956                                           |                                                | 441                                            | 441                                            |
| 1961 | 1961                                           |                                                | 428                                            | 428                                            |
| 1967 | 1967                                           |                                                | 496                                            | 496                                            |
| 1970 | 1970                                           |                                                | 504                                            | 504                                            |
| 1987 | 1987                                           |                                                | 514                                            | 514                                            |
| 2000 | 2000                                           |                                                | ?                                              | ?                                              |
| 2008 | 2008                                           |                                                | 850                                            | 850                                            |
| 2010 | 2010                                           |                                                | 835                                            | 835                                            |
| 2011 | 2011                                           |                                                | 792                                            | 792                                            |
| 2015 | 2015                                           |                                                | 820                                            | 820                                            |
| 2019 | 2019                                           |                                                | 836                                            | 836                                            |
| Datenquelle: Historisches Gemeindeverzeichnis für Hessen: Die Bevölkerung der Gemeinden 1834 bis 1967. Wiesbaden: Hessisches Statistisches Landesamt, 1968. Weitere Quellen: LAGIS, nach 1970: Gemeinde Breitscheid (siehe webarchiv; mehrere Werte); Zensus 2011 |                                                |                                                |                                                |                                                |

Historische Religionszugehörigkeit
| • 1885: | 342 evangelische (= 98,56 %), 5 katholische (= 1,44 %) Einwohner          |
| • 1961: | 402 evangelische (= 93,93 %), 23 römisch-katholische (= 5,37 %) Einwohner |

## Politik
Für Gusternhain besteht ein Ortsbezirk (Gebiete der ehemaligen Gemeinde Gusternhain) mit Ortsbeirat und Ortsvorsteher nach der Hessischen Gemeindeordnung. Der Ortsbeirat besteht aus fünf Mitgliedern. Bei den Kommunalwahlen in Hessen 2021 betrug die Wahlbeteiligung zum Ortsbeirat 45,78 %. Dabei wurden gewählt: ein Mitglied der SPD und vier Mitglieder „Freien ählergemeinschaft (FWG)“. Der Ortsbeirat wählte Rainer Süss (FWG) zum Ortsvorsteher.

## Kulturdenkmäler
Für die Kulturdenkmäler des Ortes siehe die Liste der Kulturdenkmäler in Gusternhain.